# همشهري

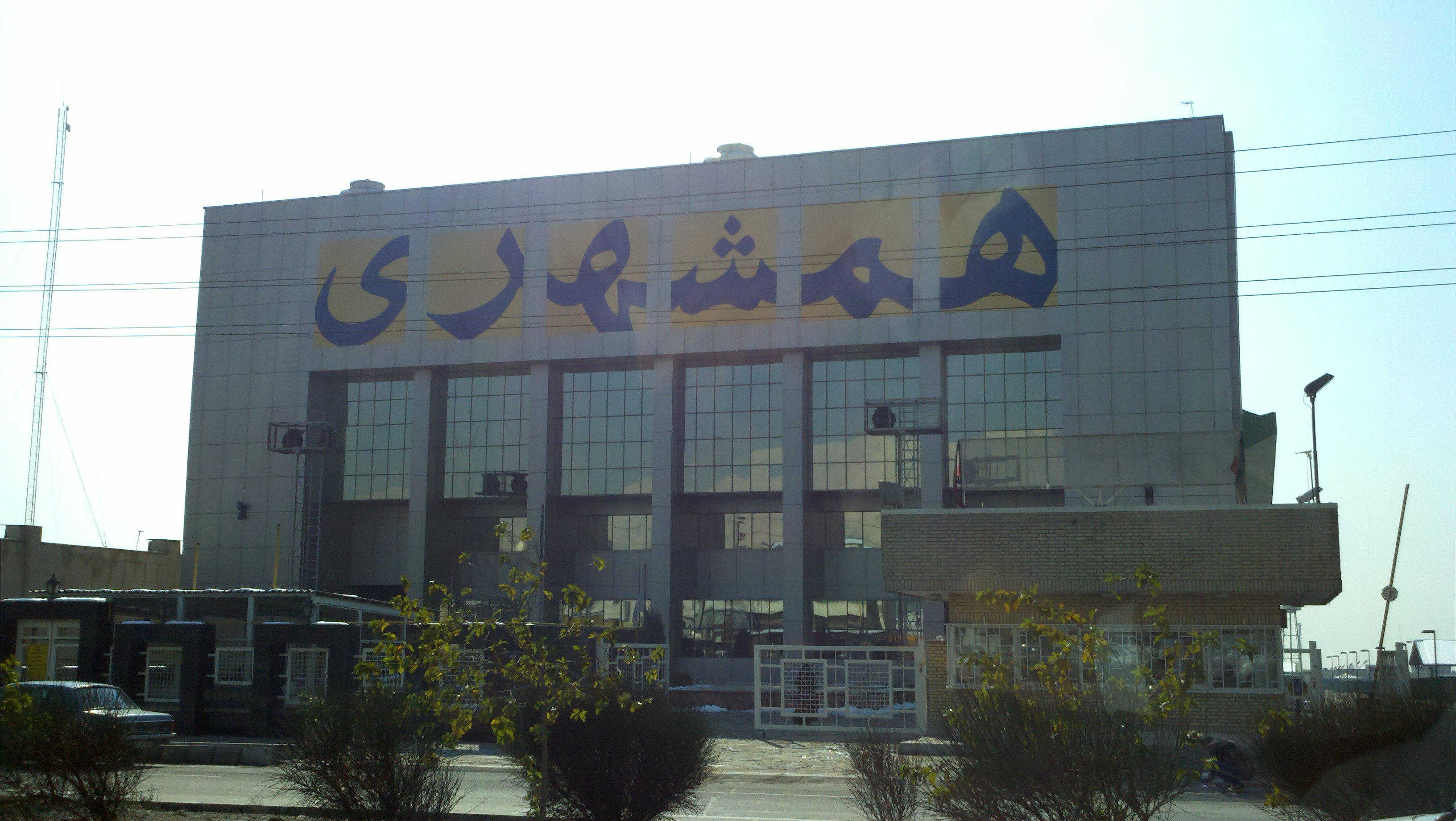
المبنى الرئيسي للصحيفة في العاصمة الإيرانية طهران

همشهري ، هي صحيفة إيرانية يومية أسست عام 1990م، وتصدر باللغة الفارسية، وكما أتهمت رابطة مكافحة التشهير بالولايات المتحدة لصحيفة همشهري بسبب احتواء كاريكتير مسيئة للمحرقة التي قتل فيها اليهود والتي وصفت بـ«معاداة السامية».